# 96-я отдельная бригада разведки
96-я отдельная Нижегородская бригада разведки (сокр. 96 обрр, в/ч 52634) — разведывательная бригада, дислоцированная в Сормовском районе Нижнего Новгорода.
Входит в состав 1-й гвардейской танковой армии Московского военного округа.
Была основана 26 декабря 2015 года.
Личный состав на две трети укомплектован военнослужащими на контрактной основе. Подавляющее большинство офицеров части имеют опыт боевых действий в «горячих точках».
Бригада принимала участие в битве за Пальмиру в 2016 году. 2 марта 2017 года, при отражении попытки прорыва боевиков в районе Пальмиры, погиб разведчик части Артём Горбунов.
16 октября 2024 года Указом президента бригаде присвоено почётное наименование «Нижегородская».